# Tayanne Mantovaneli
Tayanne Coelho Mantovaneli (São Paulo, 14 de fevereiro de 1987) é uma juíza e ex-ginasta rítmica brasileira. Em sua carreira no esporte, participou de duas edições de Jogos Olímpicos, além de acumular conquistas em Jogos Pan-Americanos e Sul-Americanos. Atuou em competições individuais e em conjunto.
Após deixar as competições, passou para a área do Direito. Foi integrante da Polícia Federal e ingressou na carreira de juíza, assumindo a função no Tribunal Regional do Trabalho da 23ª Região.

## Biografia

### Carreira esportiva
Nasceu em São Paulo porque seu pai, capixaba, estava trabalhando em terras paulistas. Um ano e meio depois, voltou para o Espírito Santo, estado de origem da família, onde cresceu e estudou. Com seis anos, começou a praticar ginástica. Aos 14, passou por uma cirurgia no joelho por causa de uma lesão sofrida durante uma competição.
Competiu nos Jogos Sul-Americanos de 2002, em Curitiba, sendo medalha de bronze no individual geral, nos arcos e nas bolas. Nos Jogos Pan-Americanos de 2003, em Santo Domingo, conquistou uma medalha de bronze nas maças, sendo a primeira brasileira a conquistar uma prova individual nessa competição. Na época, Tayanne fez uma apresentação que misturou as músicas Aquarela do Brasil, de Ary Barroso, e Dança da Mãozinha, do Tchakabum.
Disputou as provas individuais do Campeonato Mundial de 2003, na Hungria, ficando na 84ª colocação geral e em 27º com a equipe individual, que também tinha Larissa Barata e Mônica Rizzo. Não conseguiu a classificação individual para os Jogos Olímpicos de Verão de 2004, mas acabou sendo convidada para integrar o conjunto brasileiro, que tinha a vaga. Em Atenas, o Brasil ficou em oitavo lugar.
Nos Jogos Sul-Americanos de 2006, na Argentina, disputou pelo conjunto e foi medalha de ouro. Nos Jogos Pan-Americanos de 2007, no Rio de Janeiro, levou o ouro por equipes. O conjunto brasileiro também foi vitorioso nas cinco cordas e nos três arcos e duas maças. Competiu nos Jogos Olímpicos de Verão de 2008, em Pequim, ficando em 12º lugar no conjunto.

### Direito
Aposentou-se do esporte após as Olimpíadas de 2008. Formou-se em Direito em 2007 pela Universidade Vila Velha e é pós-graduada em Direito do Trabalho pela Faculdade Damásio (SP). Passou a trabalhar como escrivã da Polícia Federal em Cuiabá. Chegou a trabalhar em algumas ramificações da Operação Lava Jato na capital matogrossense.
Permaneceu por 11 anos na Polícia Federal. Em 2021, tomou posse como juíza do Tribunal Regional do Trabalho da 23ª Região.